# Persephonaster sphenoplax
Persephonaster sphenoplax is een kamster uit de familie Astropectinidae.
De wetenschappelijke naam van de soort werd in 1892 gepubliceerd door Francis Jeffrey Bell.

## Synoniemen
- Psilasteropsis humilis Koehler, 1907 (synoniem volgens Clark & Downey, 1992)
  - = Persephonaster humilis